# (100069) 1992 ED29
(100069) 1992 ED29 es un asteroide perteneciente al cinturón de asteroides, descubierto el 2 de marzo de 1992 por el equipo del Uppsala-ESO Survey of Asteroids and Comets desde el Observatorio de La Silla, Chile.